# Louis Renard
Pour le réseau de résistance qu'il a fondé, voir Réseau Renard.
Pour les articles homonymes, voir Renard et Louis Renard.
Louis Renard, né le 7 décembre 1893 à Poitiers et mort à Wolfenbüttel (Allemagne) le 3 décembre 1943, fut un dirigeant de la Résistance française, en zone occupée, pendant la Seconde Guerre mondiale.

## Jeunesse

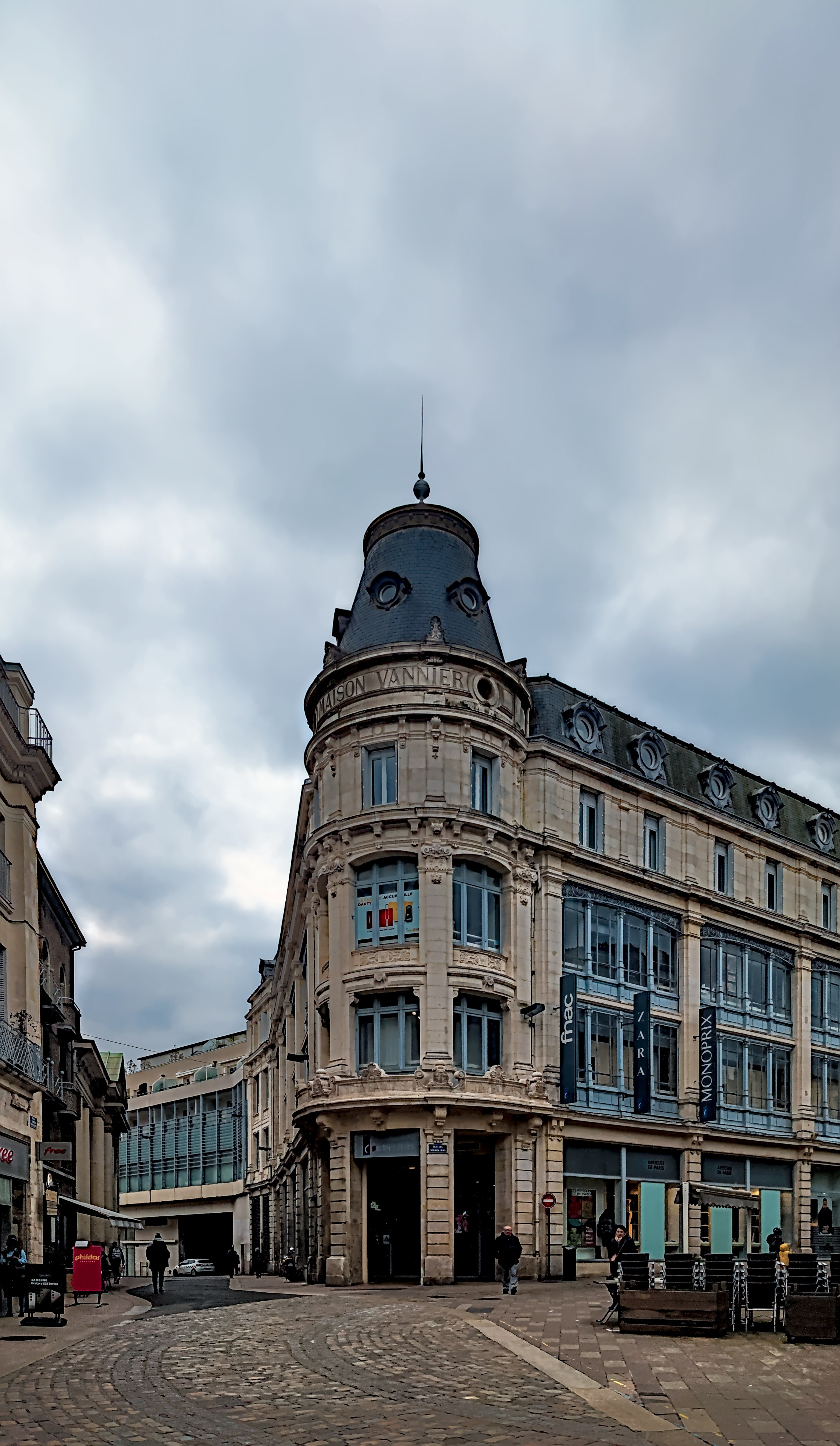
La Maison Vannier à Poitiers.

Ses parents tenaient le Café de l`Espérance à Montoire-sur-le-Loir. Il a commencé un enseignement commercial au grand magasin à Poitiers, la Maison Vannier. Après la mort de son père en 1908, sa mère l'envoie en Angleterre pour apprendre la langue. Retour en France il fut engagé au magasin le Printemps Haussmann de Paris.

## Première Guerre mondiale
Louis Renard est appelé en 1912 à remplir ses obligations militaires. Le service avait à l'époque une durée de deux ans. Il est incorporé 2e classe au 125e régiment d’infanterie. Nommé sergent le 3 août 1914, il est blessé d`une balle au poumon le 24 août suivant. Reversé au 409e régiment d'infanterie, il est promu sous-lieutenant le 21 juin 1915. Le 8 mars 1916 il est de nouveau blessé à la tête devant Verdun et perd l'œil droit. Le 3 octobre 1916 ces blessures et sa conduite lui valent la Légion d'honneur au titre de chevalier et la croix de guerre avec palmes. Retourné au front il est encore blessé à la main. Nommé lieutenant le 11 aout 1917 il est réformé avec pension (65 %) en octobre 1917. Son jeune frère Henri, engagé volontaire, est tué à l'âge de 23 ans au combat comme sous-lieutenant d'infanterie au 409e RI le 25 juillet 1918 ; il est décoré de la Croix de guerre à titre posthume.

## Entre les guerres
Renard reprit son travail au Printemps, ensuite il représente Michelin sur les marchés du Royaume-Uni et des Pays-Bas. En 1922 il épousa Germaine Marsaudon (1900-1986). Entre 1922 et 1936, le couple aura six enfants: Jeanne, Henri, Georges, Geneviève, Francis et Yves. Il entra en 1929 comme clerc chez un avoué à Poitiers. En même temps, il a commencé ses études de droit et les a terminées comme Avoué en 1932. Il devint à Poitiers le président-fondateur des "Auberge de jeunesse" et prend la présidence de l`amicale des anciens du 409 RI. Renard amena à fonder l` association des parents d`élèves du Lycée dont il fut le président.
Dévoué à l'humanité Renard fut membre du bureau de l'Union nationale des combattants et de l`Union fédérale des associations françaises d'anciens combattants, président de l'Amicale des anciens du 409e RI, membre de nombreuses associations culturelles, président du Rotary Club pour Poitiers en 1936 et 1937 et gouverneur du 47e district en 1939. Dans le cadre de ses fonctions au sein du Rotary Club il a trouvé l'occasion d`effectuer des plusieurs grands voyages. En 1933 il avait visité la Pologne, 1934 Italie et Allemagne, 1936 et 1937 Angleterre, Autriche et Allemagne. En Juin1939 il participa à la trentième convention internationale du Rotary en Cleveland, Ohio, États-Unis,.

## Expériences en Allemagne, 1934-1935
Louis Renard a rapporté ses expériences en Allemagne dans la revue La Grand'Goule: Jamais je n`ai autant vu de gens en uniform verts, noirs et kaki, armés de sabres ou de poignards, ni autant d`officiers en tenue. Jamais je n`ai ressenti un tel poids écrassant de discipline et de militarisme rigide (1934 !). Sur la popularité d'Hitler, il a statué en 1935: Ceux qui croient ou disent que la popularité d`Hitler diminue, se trompent lourdement. Et c`est dans les peuples que cette popularité est la plus grande. ... ils sont dans l`état d`esprit des Croisés partant pour la Terre Saint. Ils marcheront au premier signal.

## Seconde Guerre mondiale
Au début du mois de septembre 1939, Renard écrivit dans son journal intime: « Depuis 11 mois, la situation devenait de plus en plus grave malgré les alternatives d`espoir et de désespoir. Mais la prise brutale de la Tchéquoslovaquie en mars avait mis le comble à l`écourement des peuples civilisés. ... Tout ca parce qu`un fou gouverne le monde depuis dix ans. ... enfin le sort en est jeté »!
À sa demande, Louis Renard reprit du service. Il fut détaché à la mission militaire près l`armée britannique à Marseille. Démobilisé en juin 1940 il regagna Poitiers qu´au début du mois d`aout.

### Le réseau Renard
Louis Renard a été profondément affecté par le troisième prononcé par le général Charles de Gaulle aux Français du 22 juin 1940: « L`honneur, le bon sens, l`intérêt de la patrie commande à tous les Francais libres de continuer le combat là où ils sont et comme ils le pourront. ... J'invite tous les Français qui veulent rester libres à m'écouter et à me suivre. Vive la France libre, dans l'honneur et dans l'indépendance »! Le 30 aout 1940 il adressait un courrier au général De Gaulle: « Vous répresentez pour la plupart d`entre nous le seul éspoir de libération du pays. ... Ne nous cachant pas de nos sentiments mème en public, quelles que soient les oreilles qui nous écoutent ».
Cette insouciance (« quelles que soient les oreilles ») a été confirmée par Jacques D'Hondt dans un article de 2003. En automne 1941 il a visité Renard avec son collègue étudiant Jaques Moreau (1920-1943), membre du reseau: Ils avon rencontré Renard « dans l’un des lieux les plus vulnérables : son étude d’avoué! Une très grande pièce, occupée par plusieurs bureaux et où circulaient des personnes affairées. Apparemment, Renard avait choisi cette tactique que certains de ses amis auraient pu récuser, et qui n’était certainement pas la nôtre: s’afficher comme modéré, éventuellement comme récepteur naïf des bobards du Maréchal, pour mieux dissimuler une opposition extrême et résolue. Ce rendez-vous, au milieu de tous ces gens, ne relevait pas du genre auquel je m’attendais. ... Nous prenons place devant son bureau. Il siégeait devant deux grands drapeaux tricolores déployés et croisés sur le mur. Ancien officier de la guerre 1914-1918, visiblement mutilé, il jouait pour le public le rôle de l’ Ancien Combattant qui accepte la paix des braves. Il estimait sans doute qu’il pouvait berner ainsi les Allemands. C’était une manière de procéder parmi d’autres. Après tout, personne ne détenait le secret d’une méthode infaillible. Mais je n’étais pas à mon aise. Dès mon entrée dans la salle, j’ai eu l’intuition que l’affaire ne marcherait pas ».

#### «berner les Allemands»
En mai 1942, Renard demande une audience à Georg Brückle, le commandant de la SD-SiPo à Poitiers pour les départements Charente, Charente-Inférieure, Deux-Sèvres, Vendée und Vienne. On a « discuté politique en adversaires locaux », comme il l'a expliqué lors de son interrogatoire. Début juin 1942, Brückle présenta Renard à son successeur, le Sturmbannführer Hermann Herold (1891 - ?). Renard n'avait pas cherché à dissimuler ses opinions. Ce n'était pas de l'inconscience, mais de toute évidence un risque calculé. Les Allemands ne pouvaient pas imaginer qu'un chef d'un groupe de résistance leur parlerait franchement. En ce sens, il était bien parvenu á « berner les Allemands », comme l`écrit Jaques D`Hondt.

#### Création du réseau
L'ambition de Renard était fondamentalement de participer aux combats à la libération du pays. C'est pourquoi il a eu l'intention de s'organiser militairement selon les règles qu'il connaissait bien. Pour cela, au debut d`aout il a fondée un journal libre et clandestin: Le Libre Poitou. Lorsque le projet échoua en août 1942, le Journal fut la seule œuvre achevée du projet.

### Arrestation
Louis Renard est arrêté le 30 août 1942 à l'abbaye de Ligugé par la police française. Des policiers allemands assistent aux interrogatoires. Le 12 février 1943, il est transféré de la maison d'arrêt de la Pierre-Levée à celle de Fresnes avec les autres captifs.

### Déportation
Le 18 février 1943, il est déporté à Trèves, en Allemagne, en application du décret Nuit et brouillard. Le 19, il est transporté au camp spécial SS de Hinzert. Le 19 avril, il est transféré à Wolfenbüttel.

### Exécution
Le 13 octobre 1943, Louis Renard et dix de ses compagnons comparaissent devant le 2e sénat du Volksgerichtshof. Les chefs d'accusation sont «aide à l'ennemi, organisation d'un réseau, espionnage». Il est condamné à mort et guillotiné le 3 décembre 1943 à la prison de Wolfenbüttel (de) avec les neuf autres membres du Réseau Renard.
La lettre d'adieu de Louis Renard à sa famille, écrite quelques minutes avant son exécution, n'est parvenue à la famille que 55 ans plus tard. Les autorités allemandes avaient initialement envoyé une fotocopie, et seulement sur l'insistance de la famille, l'original. Ni sa mère, décédée en 1948, ni sa femme Germaine n'avaient pu lire cette lettre d'amour et du réconfort. La lettre de 6 pages est difficilement lisible, car l'œil restant de Renard était enflammé. Elle a été redigée en partie par Sabine Renard-Darson, petite-fille de Louis Renard.
En 1947 les corps des 10 combattants de la Résistance assassinés sont ramenés à Poitiers et inhumés au Cimetière de Chilvert où fut édifié un monument à la Gloire du sacrifice de ces martyrs.

## Hommages
Un monument en hommage au réseau Renard et à ses 52 agents morts pour la France a été élevé au cimetière Chilvert, à Poitiers.
Dans l'opération 100 villes, 100 héros, 100 drapeaux, il est choisi au sein du triptyque 86, Poitiers-Louis Renard-125e RI.